# Rincão
Rincão is een gemeente in de Braziliaanse deelstaat São Paulo. De gemeente telt 10.846 inwoners (schatting 2009).